# Sowiniec (Lublin)
Pour les articles homonymes, voir Sowiniec.
Sowiniec (prononciation [sɔˈviɲet͡s]) est un village de la gmina de Jarczów, du powiat de Tomaszów Lubelski, dans la voïvodie de Lublin, situé dans l'est de la Pologne.
Il se situe à environ 6 kilomètres au nord de Jarczów (siège de la gmina), 14 kilomètres à l'est de Tomaszów Lubelski (siège du powiat) et 139 kilomètres au sud-est de Lublin (capitale de la voïvodie).
Le village compte approximativement une population de 30 habitants.

## Administration
De 1975 à 1998, le village est attaché administrativement à l'ancienne voïvodie de Zamość.

Depuis 1999, il fait partie de la nouvelle voïvodie de Lublin.